# Университет Тунку Абдул Рахман
Университет Тунку Абдул Рахман (UTAR) (кит. трад. 拉曼大學, упр. 拉曼大学, пиньинь Lāmàn Dàxué) – это один из авторитетных частных вузов Малайзии. В июне 2002 года вуз имел только один кампус и принял на учебу всего 411 студентов, а сегодня университет располагает кампусами в Bandar Sungai Long, Селангор, и Kampar, Перак, и обучает более 26,000 студентов.